# ویلی دن آودن
ویلی دن آودن (هلندی: Willy den Ouden; ۱ ژانویهٔ ۱۹۱۸ – ۶ دسامبر ۱۹۹۷) شناگر اهل هلند بود.
وی در مسابقات کشوری و بین‌المللی در مجموع برندهٔ ۴ مدال طلا، ۵ مدال نقره شده‌است.